# Корпус морской пехоты Мексики

Корпус морской пехоты Мексики (исп. Cuerpo de Infantería de Marina) — морская пехота и амфибийная пехота ВМС Мексики. Основная задача Корпуса морской пехоты заключается в обеспечении морской безопасности портов страны, внешней и внутренней обороны страны. Для выполнения этих задач корпус обучен и оснащен всем необходимым для участия в любых операциях на море, в воздухе и на суше.
В 2007—2009 годах корпус морской пехоты был реорганизован в 30 морских пехотных батальонов (Batallones de Infantería de Marina-BIM), десантный батальон, батальон при бригаде президентской охраны, две группы быстрого реагирования по шесть батальонов в каждой и три группы специальных сил. Морская пехота отвечает за безопасность портов, защиту десятикилометровой прибрежной полосы и патрулирование основных водных путей.

## Миссия
Для выполнения необходимых услуг и задач общие обязанности морской пехоты заключаются в развитии амфибийного военно-морского потенциала в районах операций ВМС с целью немедленной и решительной мобилизации военно-морских сил.
Военно-морская пехота выполняет следующие задачи:
- Командование и управление: планирование, подготовка и проведение операций.
- Амфибийный десант: проведение амфибийных операций в составе военно-морских сил.
- Воздушный десант: проведение операций по проникновению в труднодоступные районы.
- Амфибийное командование: выполнение специальных операций, таких как: разведка, вторжение, городские бои и поддержка других регулярных операций.
- Боевая поддержка: выполнение операций по поддержке артиллерии в развитии амфибийных и других операций регулярных сил.
- Разведка: операции по получению информации для поддержки оперативных подразделений.
- Неотложное реагирование: проведение операций в чрезвычайных ситуациях для оказания помощи гражданскому населению.[3]

## История
Истоки Корпуса морской пехоты берут свое начало с момента обретения Мексикой независимости в 1821 году. В 1821—1822 годах независимая Мексика создала Секретариат Адмиралтейства во главе с доном Агустином де Итурбиде, который назначил первые подразделения мексиканской армии, состоявшие из четырех батальонов, два из которых классифицировались как «Marina» и размещались в Сан-Бласе и Веракрусе.

### Нарковойна в Мексике

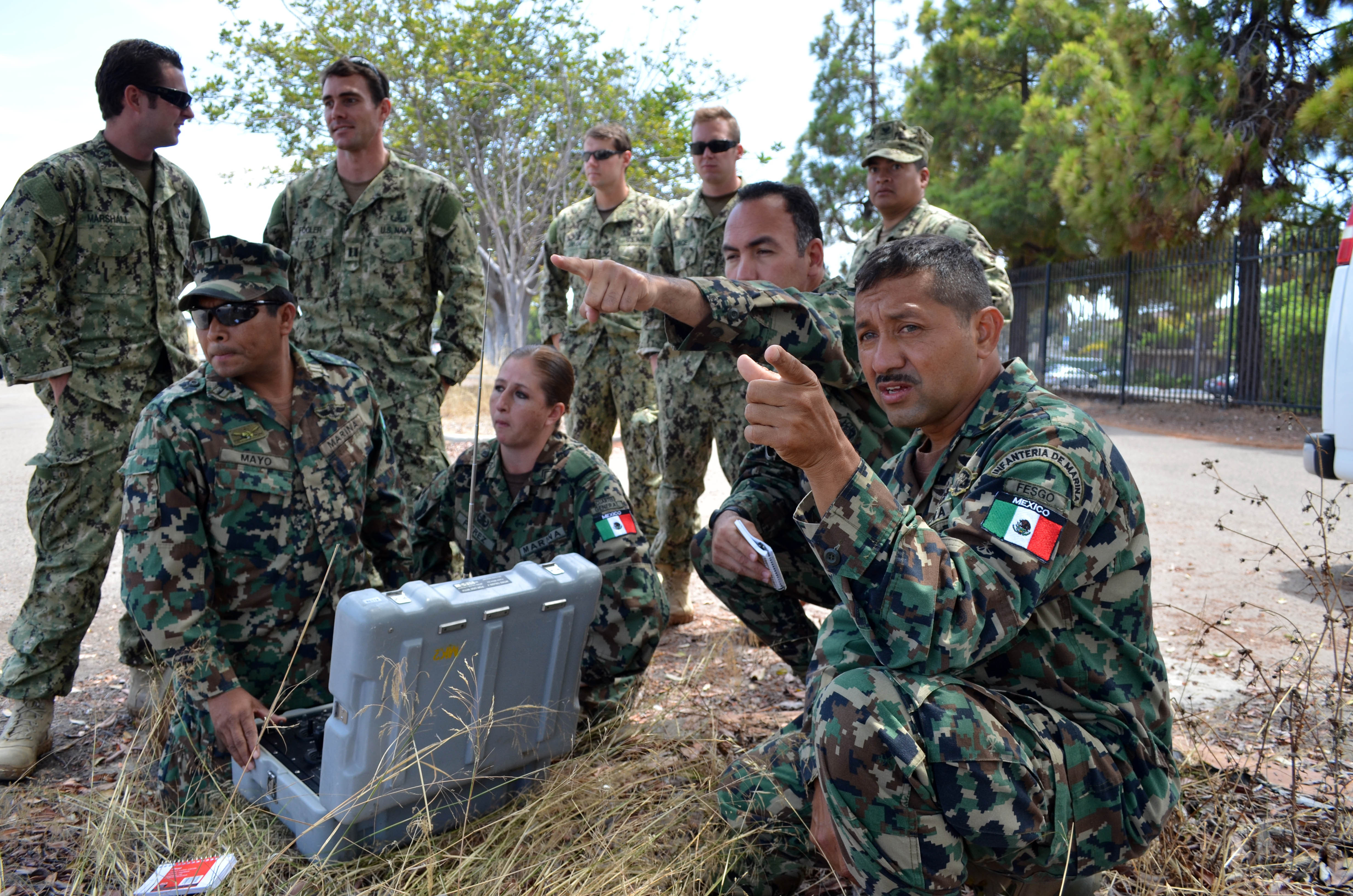
Мексиканские специалисты по обезвреживанию неразорвавшихся боеприпасов морской пехоты разрабатывают план по уничтожению имитированного самодельного взрывного устройства во время обмена опытом с американскими моряками в Сан-Диего, Калифорния, 2012 г.

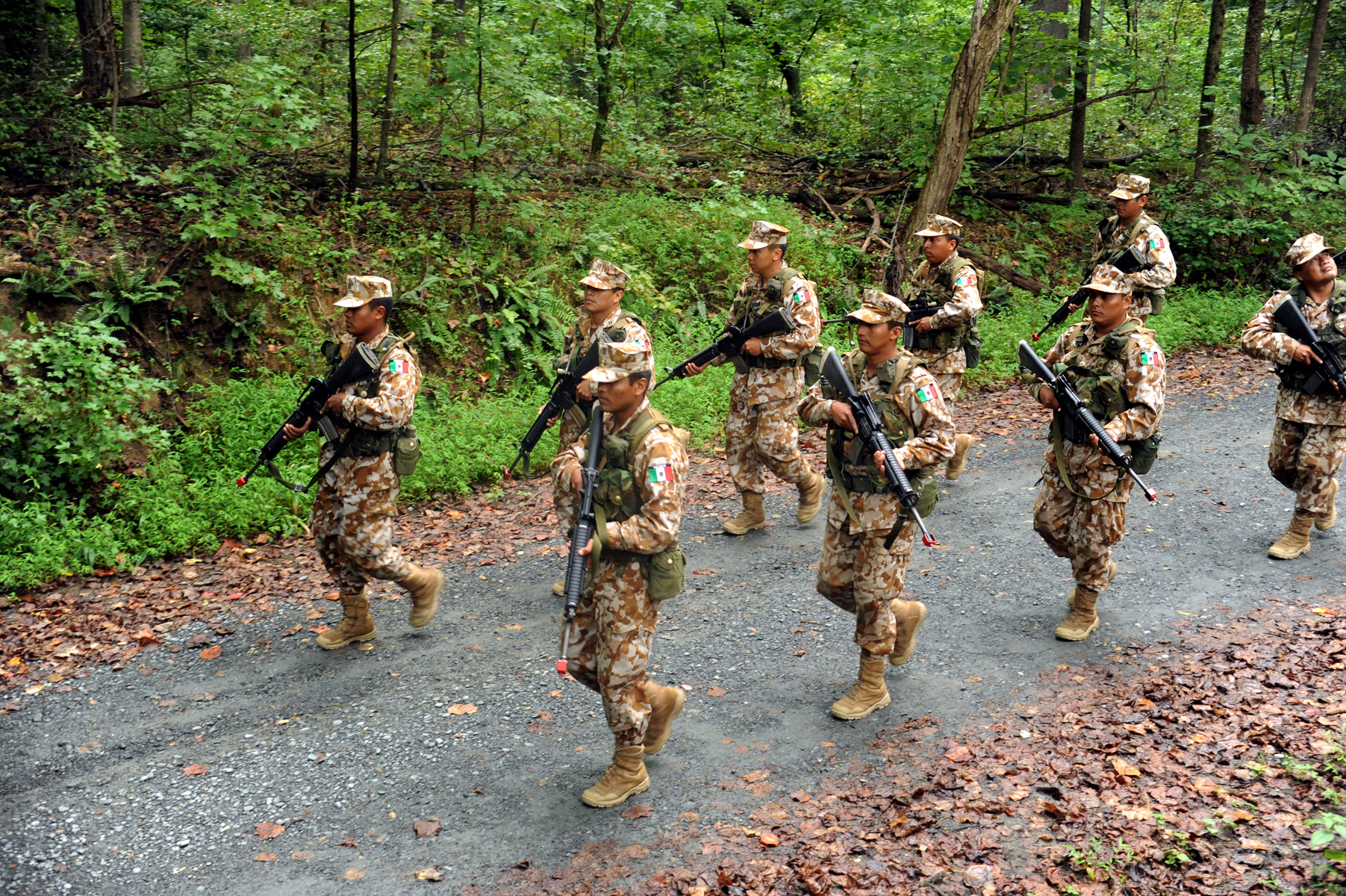
Мексиканские морские пехотинцы во время учебного патрулирования в Школе кандидатов в офицеры, база морской пехоты Куантико, Куантико, штат Вирджиния, 2009 г.

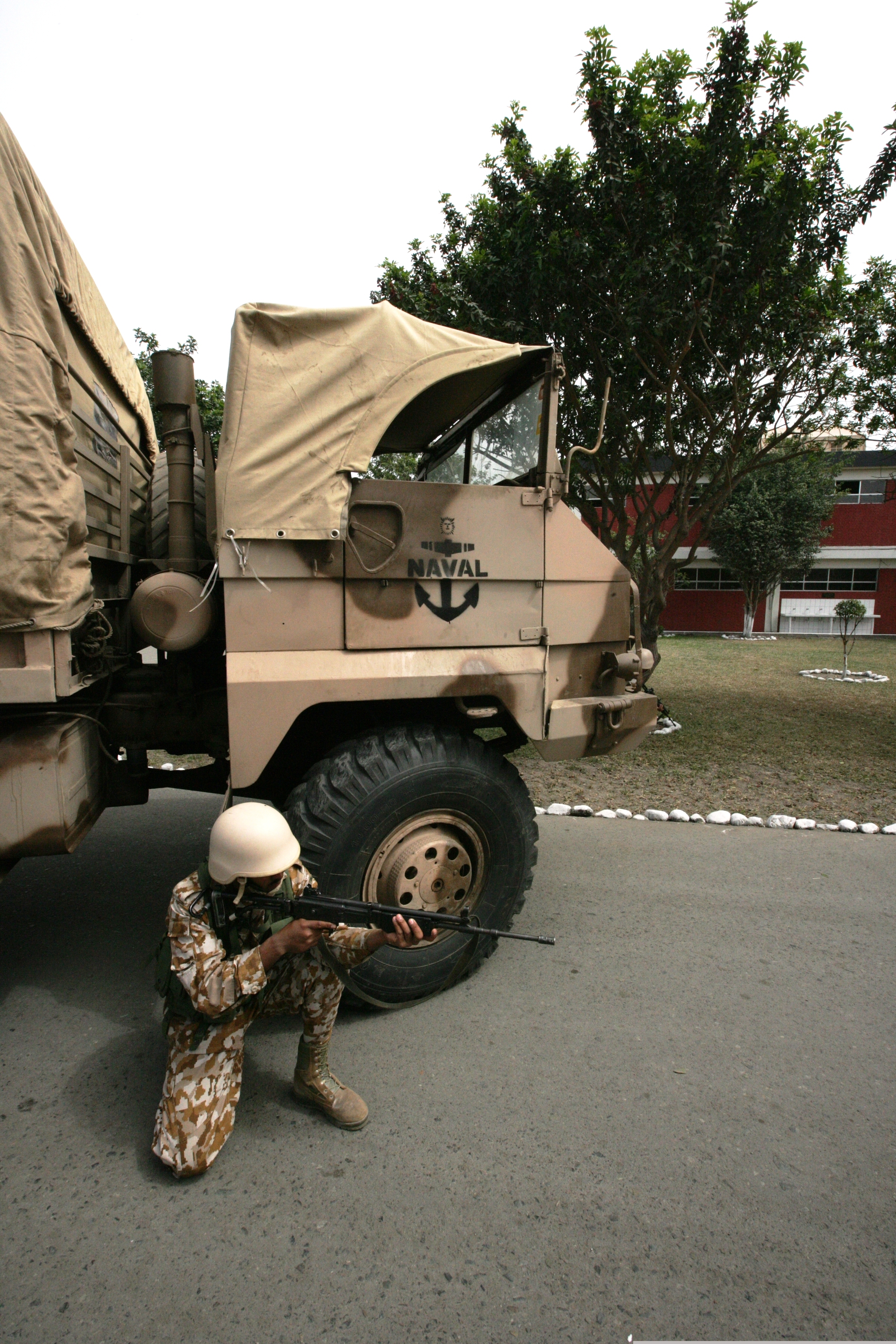
Мексиканский морской пехотинец с винтовкой FN FAL 50.61 занимает позицию для охраны рядом с грузовиком Pegaso, перевозящим войска перуанской армии, во время тренировки по эвакуации невоеннослужащих в рамках «Партнерства Америк» в Анконе, Перу, 2010 г.

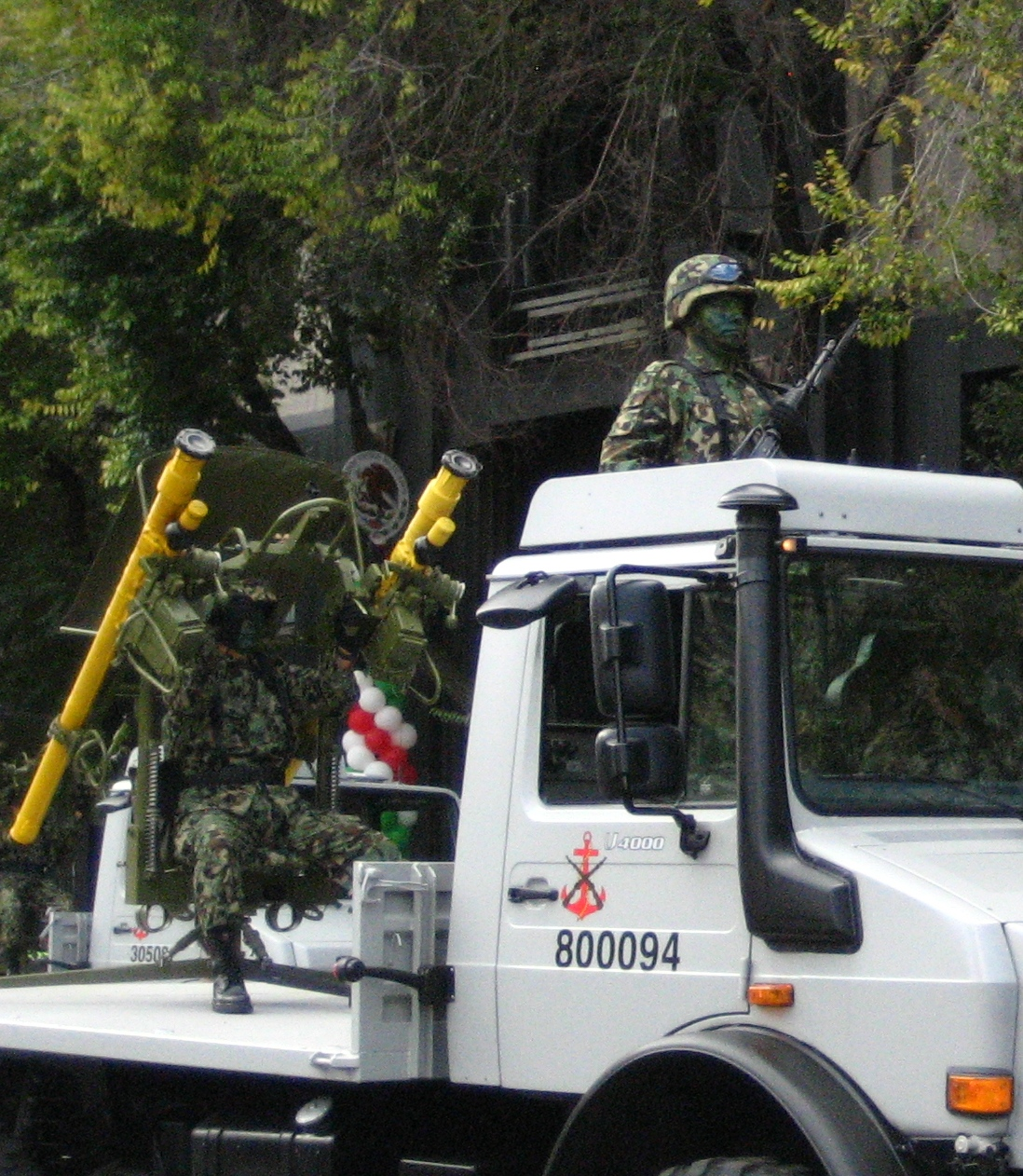
Мексиканские морские пехотинцы укомплектовывают российскую пусковую платформу для двух ракет класса «земля-воздух» 9К38 «Игла», установленную на грузовике Mercedes-Benz Unimog ВМС Мексики, 2009 г.

С начала войны президента Фелипе Кальдерона с наркокартелями роль военно-морских сил выросла с безопасности на море и в порту до операций на суше в борьбе с организованной преступностью, наркоторговлей, уничтожением полей марихуаны, перехватом наркотиков на море, а также участием в аресте подозреваемых в картелях.
ВМС проводили постоянные интенсивные антинаркотические операции. Такие задачи, как уничтожение полей марихуаны, которые в основном проводятся в северо-западной части страны, выполняются путем обнаружения полей со спутника или просто с помощью воздушной разведки, а затем посылается команда морских пехотинцев для уничтожения растений конопли. Одна из крупных конфискаций была произведена в конце октября 2007 года, когда военнослужащие ВМС в ходе совместной операции с другими ведомствами изъяли 23 тонны кокаина в портовом городе Мансанильо, Колима. Благодаря своим действиям ВМС и, в частности, военно-морские пехотные силы поднялись в США.

#### Перехват подводной лодки Нарко
Перехват наркотиков на море также является частью стратегии ВМС по борьбе с наркотрафиком. Это стало известно, когда 16 июля 2008 года ВМС перехватили подводную лодку нарко длиной 10 метров (33 фута), следовавшую примерно в 200 километрах (120 миль) от юго-запада штата Оахака; в ходе рейда спецназ ВМС спустился с вертолета на палубу подводной лодки с наркотиками и арестовал четырех контрабандистов, прежде чем они успели затопить свое судно. На судне было обнаружено 5,8 тонн кокаина, после чего оно было отбуксировано патрульным катером ВМС в Уатулько, штат Оахака.

### Помощь пострадавшим от урагана Катрина
Мексика отправила морских пехотинцев в США в 2005 году для оказания помощи пострадавшим после урагана Катрина.

## Символы

### Эмблема
Щитовой якорь, скрещенный с карабином, является частью морской пехоты с 1823 года. Щит морской пехоты, как и сегодня, является сутью их интеграции в смысл геральдики. Примерами являются золотая окантовка, придающая благородство, серьезность и элегантность; адмиралтейский якорь, символизирующий принадлежность к военно-морскому флоту; и, наконец, скрещенные мушкеты, символизирующие оружие, которым пользовалось первое поколение личного состава морской пехоты, укрепляя страну как национальное государство, свободное и суверенное. Вместе они символизируют преданность служению Мексике в воздухе, на суше и на море. Красный цвет всегда характеризовал морскую пехоту во всем мире.

### Знамя
Иконография морской пехоты Мексики разработала следующее описание штандарта: в центре — щит морской пехоты с ее первоначальными цветами — ало-красной тканью с золотыми одеждами. Помимо того, что штандарт корпуса (Estandarte) развевается во время официальных церемоний, он присутствует на всех парадах, в которых корпус принимает участие как составная часть военно-морского флота. Штандарт корпуса также присутствует в штабе корпуса, на всех базах подразделений и в Секретариате ВМС.

## Организация и роль
Общим руководителем военно-морской пехоты является президент Мексики Андрес Мануэль Лопес Обрадор, выступающий в роли главнокомандующего мексиканскими вооруженными силами. Оперативное управление NIF находится в ведении министра ВМС.
В своем стратегическом обзоре ВМС определяют статус Мексики как прибрежного государства, подчеркивая важность ее границ с Соединенными Штатами Америки, Белизом и Гватемалой, и определяя такие стратегически важные районы, как Карибский бассейн и Юкатанский канал, поскольку их транзит морской торговли имеет большое значение для страны, не забывая о том, что это также район, переполненный туристическими круизами, посещающими мексиканские порты, и их использование в качестве перекладных и высокий уровень наркоторговли. Залив Кампече, который отличается месторождениями нефти и морских ресурсов, а также огромной сетью нефте- и газопроводов между добывающими платформами и пунктами назначения на побережье, Теуантепекским перешейком и зоной Персидского залива по морю и суше, рассматривается как будущее стратегическое развитие страны, промышленный коридор и ворота между Тихим океаном и Мексиканским заливом; Гидроэнергетический комплекс Грихальва считается важным центром производства электроэнергии в стране; а Калифорнийский залив имеет экологическое значение и туристическое влияние, а также деятельность коридора наркотрафика.
Для соответствия оперативным требованиям ВМС, необходимо было создать структуру сил реагирования с организационными навыками: гибкость, многотактическое использование быстрого реагирования, огневая мощь, мобильность и экономия сил, в дополнение к усилиям по поддержке перевозок по воздуху, морю и суше, к миссиям и задачам, поставленным ВМС для выполнения своей миссии.
Таким образом, амфибийные морские силы реагирования определяются как организованные силы, оснащенные и обученные в качестве составной части военно-морских сил для разработки операций в рамках поставленных задач немедленного реагирования. Они подпадают под оперативную концепцию, согласно которой, учитывая необходимость реагирования как проекции военно-морской мощи, требуется, чтобы их действия были ограничены автономным периодом времени. Согласно задаче, подразделения интегрированы для выполнения требований, определенных в различных оперативных условиях; их способность к транспортировке по воздуху, морю и суше органически присуща подразделению. Поэтому благодаря гибкости своей организации подразделения могут интегрироваться в различные области операций, такие как амфибийный бой, городские операции в джунглях, ночной воздушный десант и вертикальная река рейдов перехвата, в дополнение к другим операциям гражданского действия и поддержке других подразделений по приказу.

## Структура
После реорганизации силы морской пехоты были развернуты в соответствии с новой стратегической оперативной концепцией с конкретными функциями, в том числе на флоте следующим подразделениям морской пехоты:
- Две амфибийные силы реагирования — развернуты вдоль побережья страны, каждая из них состоит из двух амфибийных пехотных батальонов, артиллерийских батальонов, амфибийных батальонов коммандос, батальонов катеров и транспортных средств, а также амфибийных батальонов и батальонов обслуживания.
- Тридцать пехотных батальонов ВМС организованы следующим образом:
  - 28 организованы в восемь региональных бригад, развернутых следующим образом:
    - Три на побережье Персидского залива: 1-я, 3-я и 5-я с четырьмя батальонами в каждой,
    - Четыре на Тихоокеанском побережье: 2-я с одним батальоном, 4-я с пятью батальонами, 6-я и 8-я с четырьмя батальонами каждая, и
    - Один (7-й) в Мехико с двумя батальонами,

  - Один батальон президентской гвардии (24-й батальон пехоты президентской гвардии),
  - Один батальон десантников (BIMFUSPAR: Batallón de Infantería de Marina de Fusileros Paracaidistas),
- Два небольших батальона коммандос: Batallón De Comandos Del Golfo (BATCOGO) и Batallón de Comandos Del Pacífico (BATCOPA),
- Три группы спецназа: FESGO (Fuerzas Especiales del Golfo), FESPA (Fuerzas Especiales del Pacifico), FESCEN (Fuerzas Especiales del Centro)
- 1 батальон морской полиции,
- 24 батальона морской пехоты (национальная служба) для военнослужащих национальной службы, недавно сформированные, плюс 1 полк морской пехоты (национальная служба)

В составе есть две амфибийные группы морской пехоты (в Персидском заливе и в Тихом океане), которые заменили две реактивные амфибийные силы, чьей задачей является защита национальных береговых линий от любой обычной агрессии. Общая численность каждой из них составляет 3 000 человек. Обе группы состоят из двух амфибийных батальонов морской пехоты, батальона морских пехотинцев-коммандос, артиллерийского батальона морской пехоты, батальона амфибийных машин и судов, включающего 12 бронированных БТР-70, и батальона обслуживания.
24-й батальон морской пехоты «Президентская охрана», созданный в 1983 году, отвечает за обеспечение безопасности президента. Он расквартирован в Мехико, как и BIMFUSPAR (Парашютно-десантный батальон морской пехоты).
Наконец, есть 3 группы спецназа морской пехоты (их девиз — сила, дух и мудрость). FESGO (Специальные силы Персидского залива) и FESPA (Специальные силы Тихого океана), предназначенные для выполнения задач по поддержке новых амфибийных сил Реакция В 2008 году был сформирован FESCEN (Центр специальных сил), базирующийся в Мехико, целью которого является обеспечение штаба верховного командования группировкой специальных сил, критически важных для выполнения задач. В то время как FESGO и FESPA насчитывают по 220 морских пехотинцев, FESCEN имеет в своем составе менее 160 человек.
Парашютный батальон морской пехоты — это элитные силы, которые являются стратегическим резервом Верховного командования ВМС Мексики для проведения высокоэффективных операций и чрезвычайных ситуаций. Организационные и оперативные потребности послужили причиной создания BIMFUSPAR в 1992 году. 1 июня 1994 года новое подразделение было утверждено тогдашним президентом Карлосом Салинасом де Гортари. Батальон состоит из трех стрелковых рот морских десантников, роты огневой поддержки и командной группы. Штаб и службы роты интегрированы в группировку служб 7-й бригады морской пехоты, которой принадлежат с 2010 года.
В каждом батальоне морской пехоты имеется три роты морской пехоты, рота оружия поддержки (минометы, ракетные установки и пулеметы) и службы. Каждая рота имеет три отделения, каждое из трех взводов, которые сами состоят из тринадцати элементов в трех отрядах по четыре человека под командованием третьего или второго мастера. Отряды формируются из командира отделения капрала, стрелка-гренадера, вооруженного M16A2 и 40-мм гранатометом M203, стрелка-пулеметчика с Colt RO 750 LSW 5,56 мм. и стрелка со стандартным M16A2. Организация взвода в три отделения, отделения в три взвода и роты в три отделения отвечает потребности в любом случае с тремя решающими факторами в бою: штурмовой элемент, поддержка и безопасность.

## Курс специальных операций в джунглях (C.O.E.S.)

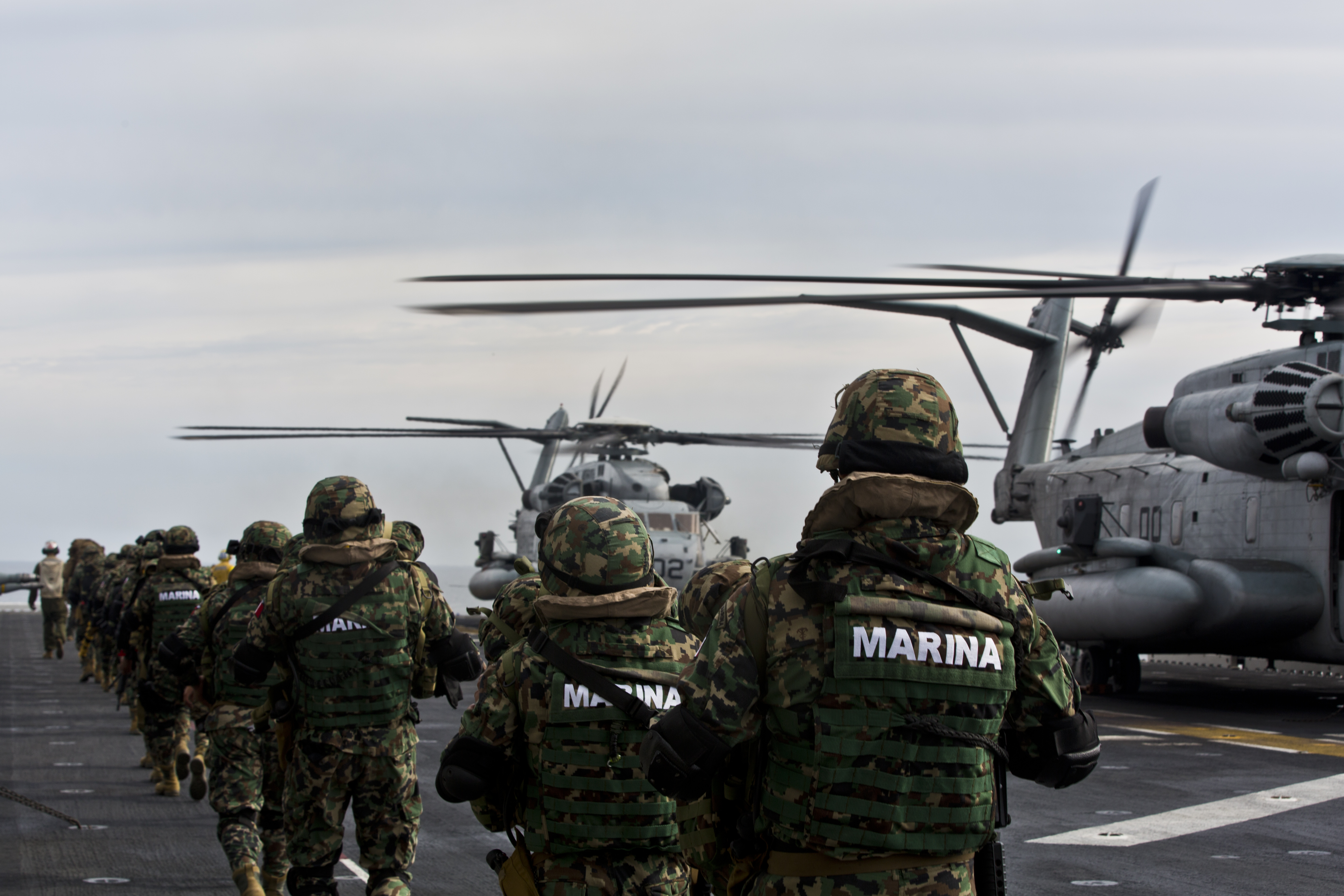
Мексиканские морские пехотинцы переносят свое снаряжение на вертолет Sikorsky CH-53E Super Stallion на борту USS Kearsarge во время учений Bold Alligator, 2014 г.

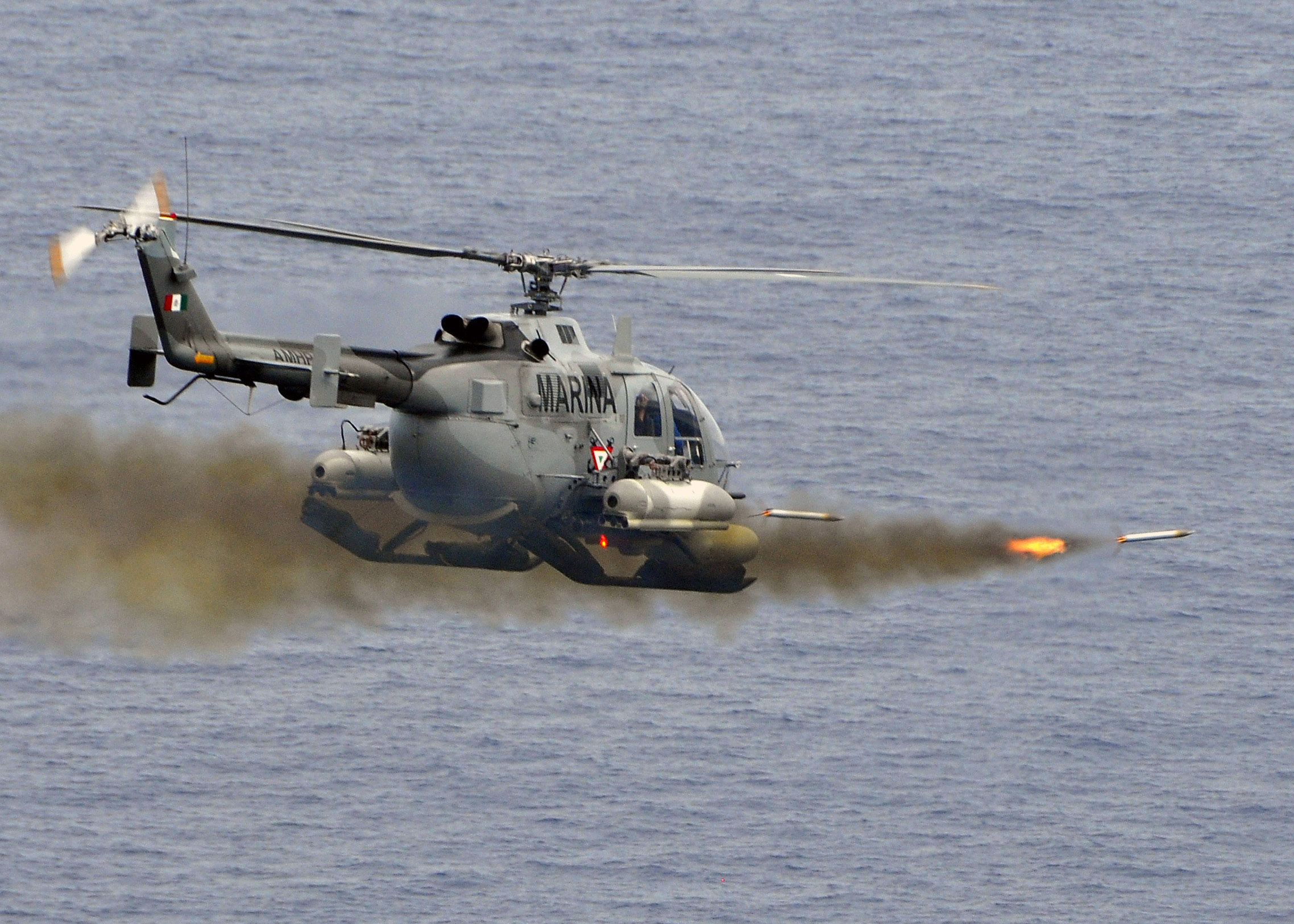
Мексиканский вертолет BO 105 Bolkow стреляет 2,75-дюймовыми фугасными ракетами по бывшему американскому кораблю Connolly (DD 979) во время учений по потоплению, которые проводились во время UNITAS Gold

Данный курс развивает боевые навыки и умения, основанные на технике и тактике специальных операций. Он сосредоточен на отработке действий в любых типах местности и условиях, а также на специализированном обращении с оружием и боевой техникой. Курс длится около семи недель и проводится в штате Чьяпас.
Он состоит из двух этапов;
Первый. Обучение технике и тактике специальных операций. Боевая техника и наземная навигация.
Вторая фаза. Планирование и выполнение миссий в предполагаемых враждебных ситуациях.
Обучение морской пехоты в:
- Наземном наведении и навигации
- Методах патрулирования
- Море, джунглях, тропическом лесу, пустыне и горах.
- Боевых действиях в городских условиях
- Противоповстанческих и партизанских операциях
- Тактиках проникновения
- Обращении со взрывчатыми веществами и подрывные работы
- Быстром спуске и штурм зданий
- Неконвенциональная война

По окончании курса морской пехотинец носит значок спецназа, а также черный берет, отличающий его от военнослужащих регулярных войск. Это курс, предшествующий вступлению в спецназ ВМС Мексики (FES).

## День морской пехоты
Морские пехотинцы Мексики отмечают свой день 14 ноября, который берет свое начало с создания первого батальона морской пехоты в независимой Мексике, когда генерал-адмирал Агустин де Итурбиде был обеспокоен недостаточной защитой побережья своей страны, и, учитывая сопротивление испанцев в Веракрусе, он инициировал создание батальона пехоты и кавалерии для защиты побережья Веракруса, год создания 1823.
14 ноября каждого года морские пехотинцы празднуют свое создание в своих подразделениях, проводя спортивные соревнования, стрельбу из огнестрельного оружия и торжественный ужин с танцами.

## Транспортные средства и оборудование
| Транспортное средство              | Тип                                                | Описание | На вооружении | Страна         |
| ---------------------------------- | -------------------------------------------------- | --- | ------------- | -------------- |
| БТР-60 / БТР-70                    | Бронетранспортер-амфибия                           | Оснащен дизельным двигателем и не имеет башни с 14,5-мм пулеметом. Используется с 40-мм гранатометом Mk-19. Переоборудован и переименован в APC-70 | 30            | Россия         |
| AAV-7A1                            | Бронетранспортер-амфибия                           | Оснащен дизельным двигателем и не имеет башни с пулеметом M-2 Browling. Используется с 40-мм гранатометом Mk-19.                                   | 20            | США            |
| KTO Rosomak                        | Бронетранспортер                                   | | 80            | Мексика        |
| Land Rover Defender                | Легкий бронетранспортер                            | 4x4 |               | Великобритания |
| Kawasaki Mule 4010 Trans 4x4       | Разведывательная машина                            | |               | Япония         |
| Урал-4320                          | Войсковой транспортный грузовик, мастерская, связь | Грузовик 6x6 | 74            | Россия         |
| UNIMOG U-4000                      | Войсковой транспортный грузовик                    | | 164           | Германия       |
| Mercedes-Benz G-класс              | Легкий бронетранспортер                            | 4x4 | 84            | Германия       |
| International 4700                 | Войсковой транспортный грузовик                    | | 308           | Германия       |
| Freightliner M2                    | Войсковой транспортный грузовик                    | Грузовик 4x2 | 117           | Мексика        |
| M35 2,5-тонный грузовой автомобиль | Войсковой транспортный грузовик                    | | 39            | Мексика        |
| Jeep Cj7                           | Легкий бронетранспортер                            | | 81            | США            |
| Ford-150                           | Легкий бронетранспортер                            | Пикап 4х4 | 500           | США            |
| Chevrolet Cheyenne                 | Легкий бронетранспортер                            | Пикап 4x4 серии F-150 | 150           | США            |
| Ford-250                           | Легкий бронетранспортер                            | Пикап 4x4 серии F-150 | 47            | США            |
| MiniComando Dodge                  | Легкий бронетранспортер                            | Пикап 4x4 | 260           | Мексика        |
| Chenowth DPV                       | Быстроходная штурмовая машина                      | | 6             |                |
| Chevrolet Cavalier                 | Машина для перевозки личного состава               | Автомобиль общего назначения |               | Мексика        |

## Снаряжение

### Вооружение
| Оружие        | Тип                               | Калибр   | Страна                               |
| ------------- | --------------------------------- | -------- | ------------------------------------ |
| SIG 516       | Штурмовая винтовка                | 5,56 мм  | Швейцария Новая стандартная винтовка |
| M16           | Штурмовая винтовка                | 5,56 мм  | США Заменена на SIG 516              |
| FX-05         | Штурмовая винтовка                | 5,56 мм  | Мексика Для экипажей судов           |
| M4            | Штурмовая винтовка                | 5,56 мм  | США                                  |
| Galil         | Штурмовая винтовка                | 5,56 мм  | Израиль                              |
| MP5           | Пистолет-пулемет                  | 9 мм     | Германия                             |
| P90           | Пистолет-пулемет                  | 5,7 мм   | Бельгия                              |
| UMP45         | Пистолет-пулемет                  | .45 CDP  | Германия                             |
| M2            | Пулемет                           | 12,7 мм  | США                                  |
| M249          | Пулемет                           | 5,56 мм  | США                                  |
| FN Minimi     | Пулемет                           | 5,56 мм  | Бельгия                              |
| Ameli         | Пулемет                           | 5,56 мм  | Испания                              |
| GAU-19        | Миниган                           | 12,7 мм  | США                                  |
| M134          | Миниган                           | 7,62 мм  | США                                  |
| HK21          | Пулемет                           | 7,62 мм  | Германия                             |
| MG36          | Пулемет                           | 5,56 мм  | Германия                             |
| Milkor MGL    | Гранатомет                        | 40 мм    | ЮАР                                  |
| M203          | Гранатомет                        | 40 мм    | США                                  |
| CIS 40        | Гранатомет                        | 40 мм    | Сингапур                             |
| MK19          | Гранатомет                        | 40 мм    | США                                  |
| MSG90         | Высокоточная винтовка             | 7.62 мм  | Германия                             |
| M82A          | Крупнокалиберная винтовка         | 12,7 мм  | США                                  |
| Remington 700 | Высокоточная винтовка             | 7,62 мм  | США                                  |
| Beretta M9    | Пистолет                          | 9 мм     | Италия                               |
| Glock 19      | Пистолет                          | 9 мм     | Австрия                              |
| USP           | Пистолет                          | .45 ACP  | Германия                             |
| Five-seveN    | Пистолет                          | 5,7 мм   | Бельгия                              |
| M56           | САУ                               | 105 мм   | Италия                               |
| Bofors L60    | Зенитная артиллерия               | 40 мм    | Швеция                               |
| Bofors L70    | Зенитная артиллерия               | 40 мм    | Швеция                               |
| Oerlikon      | Зенитная артиллерия               | 20 мм    | Швейцария                            |
| FIROS 6       | Реактивная система залпового огня | 51 мм    | Италия                               |
| M1            | Миномет                           | 60 мм    | США                                  |
| M29           | Миномет                           | 81 мм    | Франция                              |
| Gabriel MK II | Противокорабельная ракета         |          | Израиль                              |
| SA-18 Grouse  | Зенитная ракета                   | 72.22 мм | Россия                               |
| RPG-75        | Гранатомет                        | 68 мм    | Чехия                                |
| B-300         | Гранатомет                        | 82 мм    | Израиль                              |

Индивидуальная экипировка
Современное оборудование имеет большое значение при разработке операций, облегчая движение к цели, позволяя различать друга и врага, особенно в периоды плохой освещенности, облегчая расчет расстояний и помогая лучше ориентироваться на местности среди прочего.
Мексиканские морские пехотинцы имеют широкий выбор типов снаряжения, которое позволяет солдату передвигаться в темноте и оставаться незамеченным, что дает ему тактическое преимущество над противником:
1. Индивидуальный спальный мешок.
2. Баллистический шлем.
3. Винтовка M16-A2. Это винтовка, стрельбе из которой обучают каждого морского пехотинца. Винтовка M16 состоит на вооружении морской пехоты с 1999 года, и каждый морской пехотинец обучен стрельбе из нее. Предназначена для ведения полуавтоматического или автоматического огня. Легкая и эффективная, с дальностью стрельбы в 550 метров. Она может быть оснащена оптическими прицелами, приборами ночного видения и фонариком. На смену ей пришел SIG 516.
4. Корейский тактический рюкзак. В него можно сложить сменную форму, белье и гигиенические принадлежности, а также следующее:
a) Рукава для укрытия от воды.
b) Наборы походных столовых приборов.
c) Лагерная тарелка и сковорода.
d) Спальный мешок (пенополиуретановая подкладка).
e) Штыковая лопата.
5. Сумка для продовольственного пайка.
6. Тактический жилет в различных моделях; их назначение — переноска магазинов и боеприпасов для личного состава, а также:
a) Фляги
b) Ручные фонари типа «L».
c) Подсумки для магазинов М-16, M4A1, SIG 516.
7. Ручной фонарь типа «L».
8. Ботинки.
9. Оптические, электронные приборы и приборы ночного видения.
10. Гранатомет M203. Используется там, куда не дотягивается M16. Применяется в боевых и учебных тренировках. Гранатомет стреляет 40-мм гранатами, в том числе фугасными, дымовыми, осветительными, слезоточивыми и учебными гранатами.

## Галерея

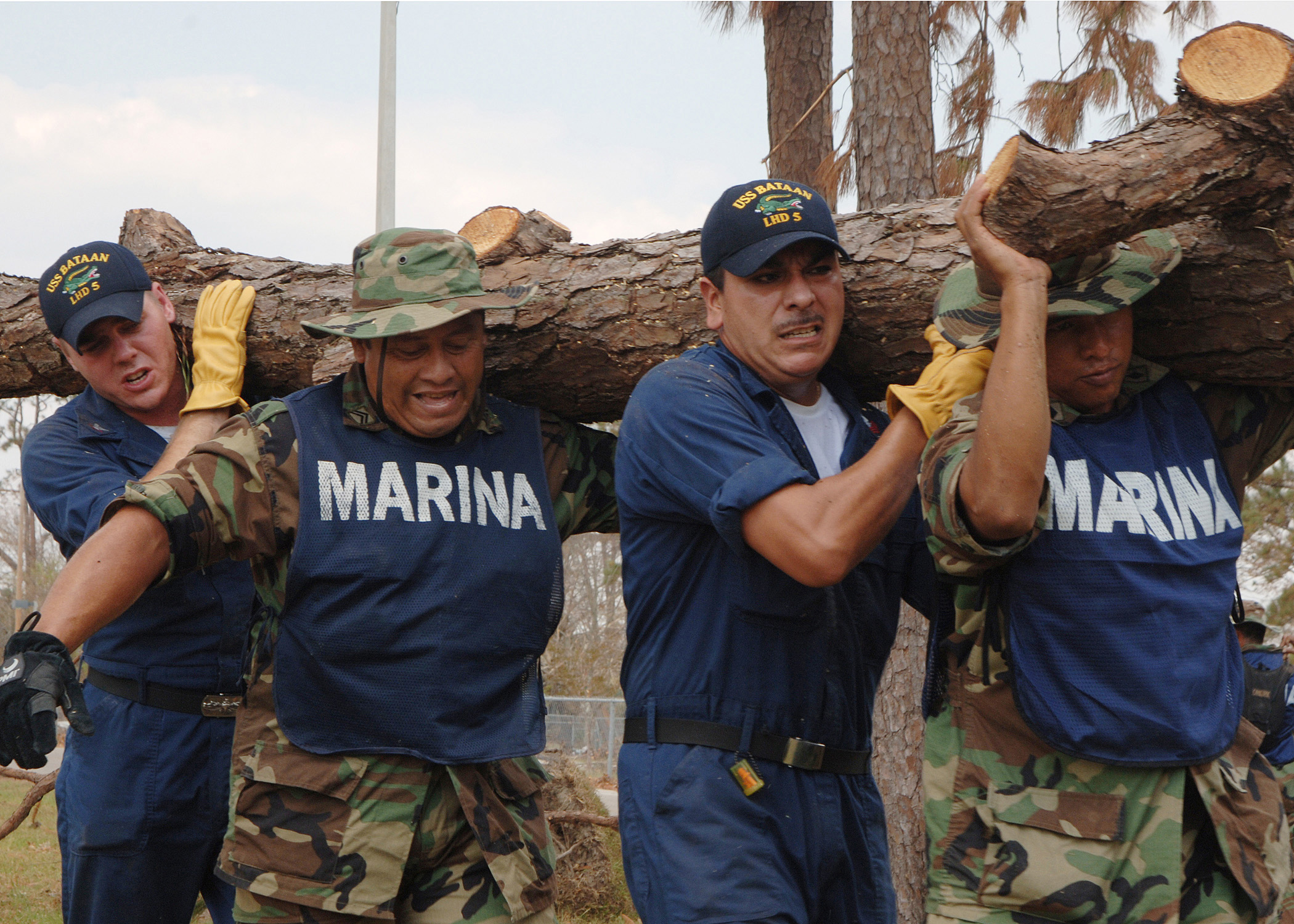
Мексиканские морские пехотинцы и моряки ВМС США с десантно-штурмового корабля USS Bataan убирают обломки после урагана Катрина в Д’Ибервилле, штат Миссисипи, 2005 г.
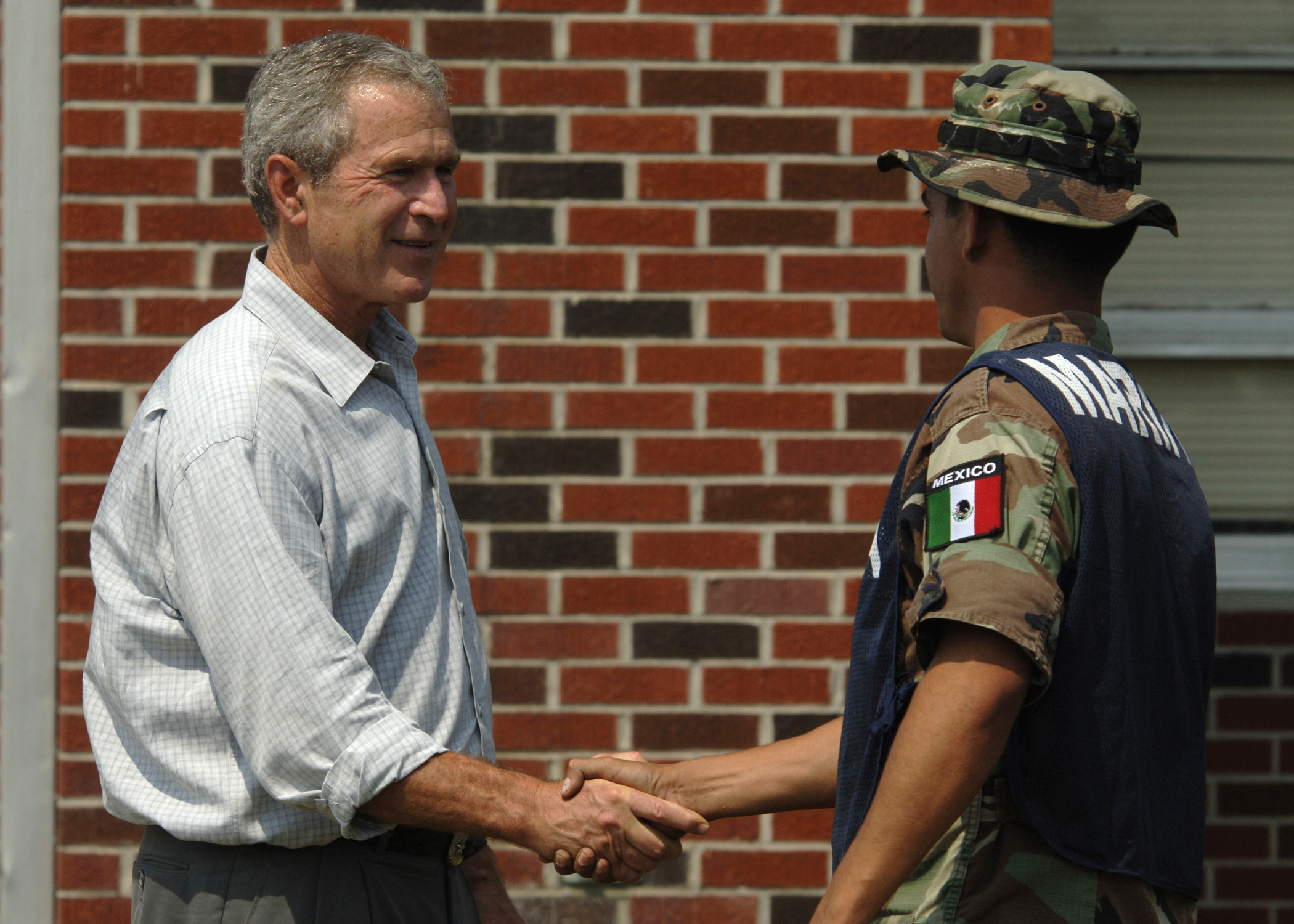
Президент США Джордж Буш выражает благодарность мексиканскому морскому пехотинцу за их работу по очистке Галфпорта, штат Миссисипи, после урагана «Катрина» в 2005 году
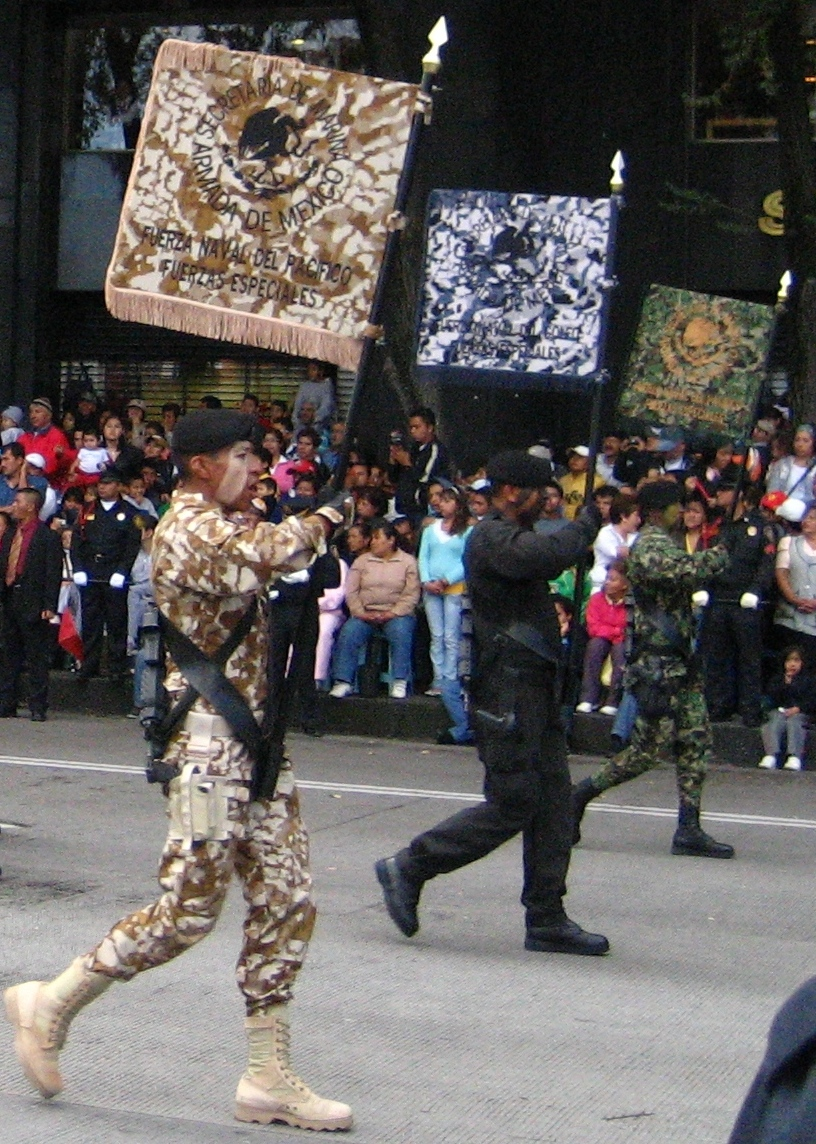
Мексиканские морские пехотинцы на параде в честь Дня независимости Мексики в 2009 году демонстрируют три различных камуфляжных рисунка, используемых морской пехотой
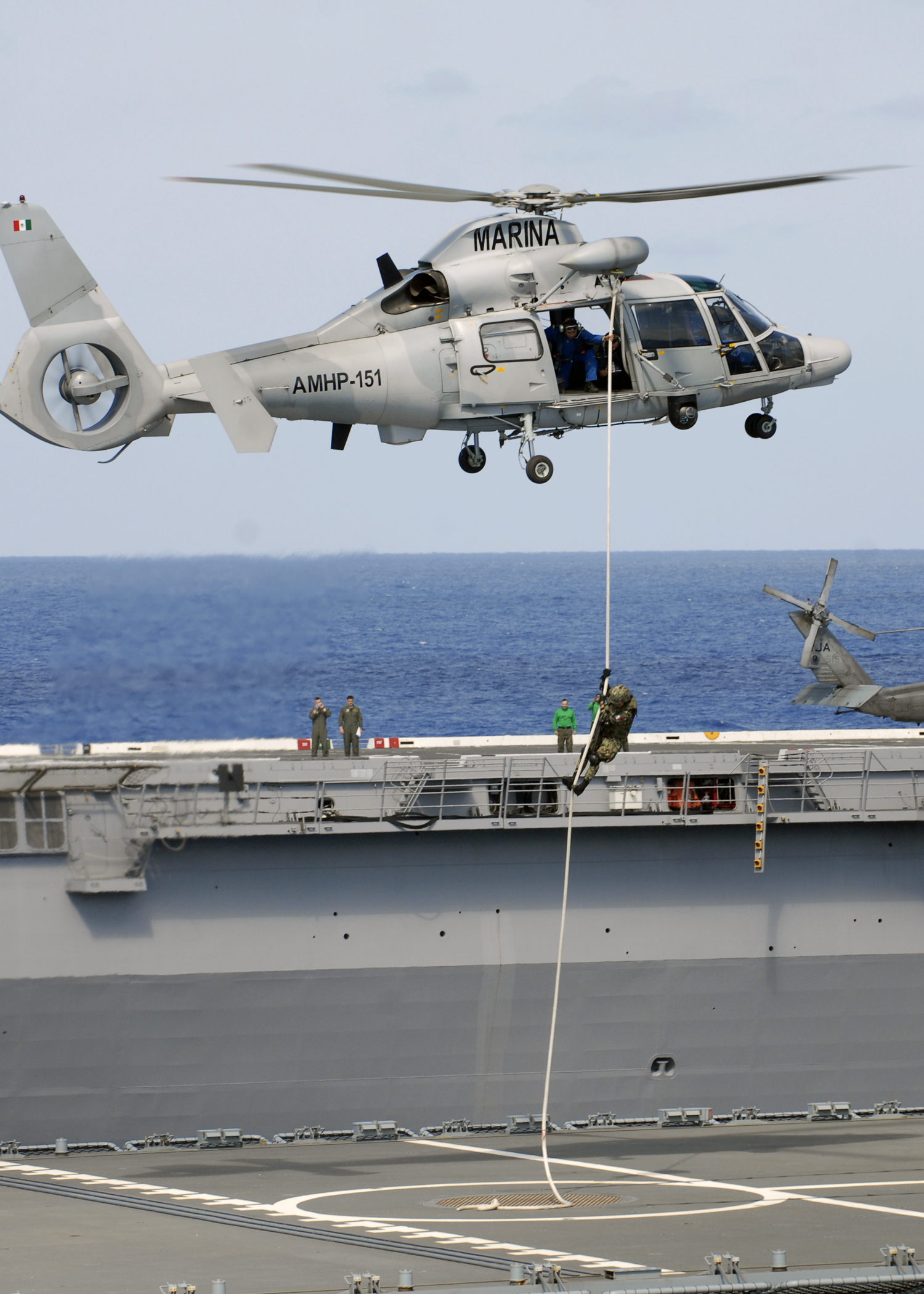
Мексиканский морской пехотинец спускается на полетную палубу немецкого корабля поддержки «Франкфурт-на-Майне» во время имитации многонациональной по отработке методики перехвата судов, 2009 г.
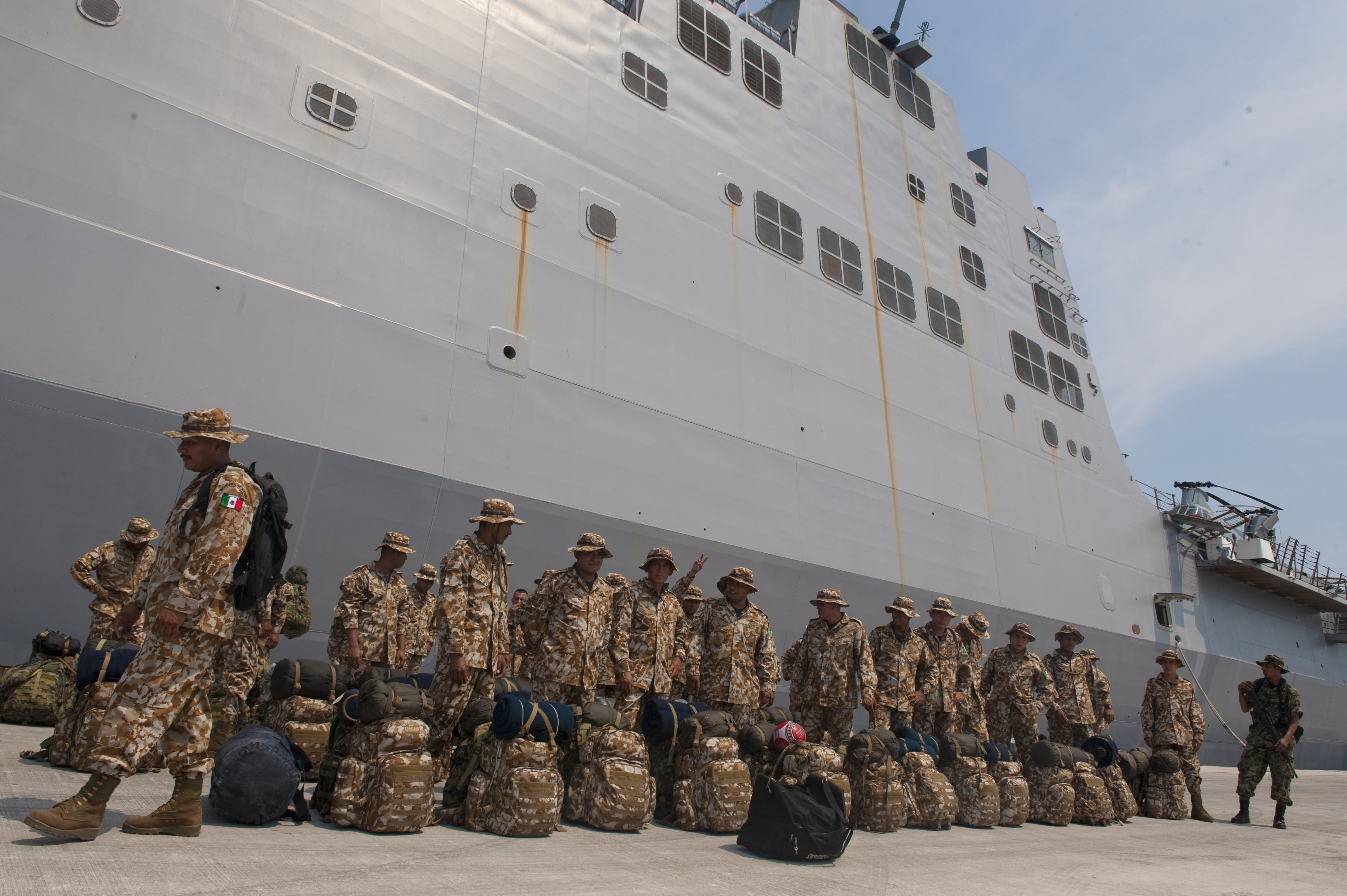
Мексиканские морские пехотинцы ждут посадки на десантный транспортный корабль-док USS New Orleans для учений в Мансанильо, Мексика, 2010 г.
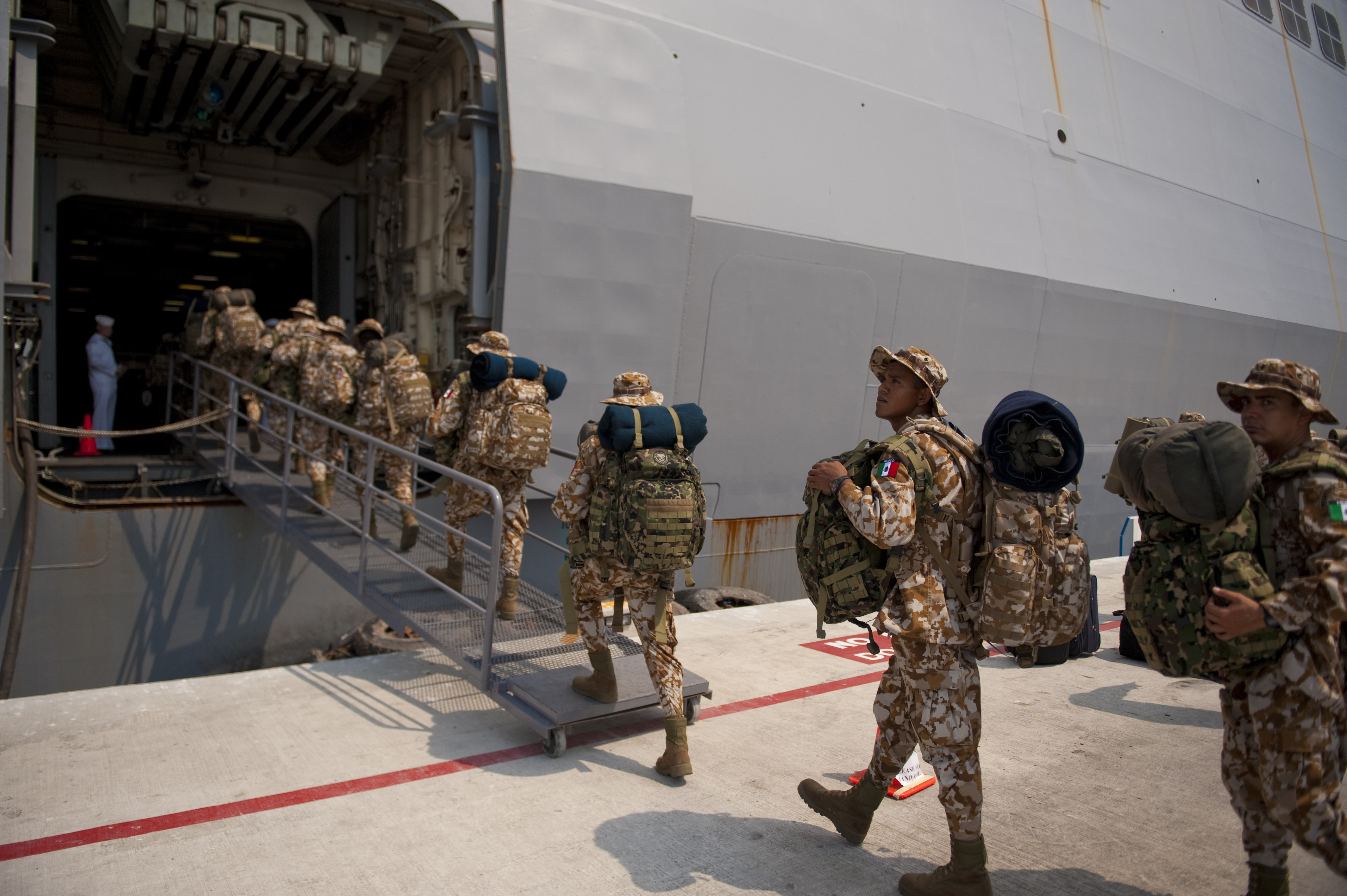
Мексиканские морские пехотинцы поднимаются на борт десантного транспортного корабля-дока USS New Orleans для учений в Мансанильо, Мексика, 2010 г.